# Kemalism

Steagul celor Șase Săgeți

Kemalismul (turcă Kemalizm), cunoscut și drept Atatürkism (turcă Atatürkçülük, Atatürkçü düşünce) este o ideologie care a stat la baza creării Republicii Turce. Ea își ia denumirea de la Mustafa Kemal Atatürk, primul președinte turc. La baza kemalismului stau cele Șase Săgeți (turcă Altı Ok) care reprezintă cei șase piloni ideologici:
- republicanismul (cumhuriyetçilik);
- populismul (halkçılık);
- naționalismul (milliyetçilik);
- laicismul (laiklik);
- etatismul (devletçilik);
- reformismul (inkılâpçılık);
Principalul partid exponent al acestei ideologii în Turcia este Partidul Republican al Poporului.